# Elliot Edusah
Elliot Edusah (* in London) ist ein britischer Filmschauspieler. 

## Leben
Elliot Edusah wurde in London geboren und wuchs dort auch auf. Zwei Jahre lang besuchte er die BRIT School for Performing Arts and Technology, machte aber seinen Abschluss 2018 an der London Academy of Music and Dramatic Art mit einem BA.
Seine erste Filmrolle erhielt Edusah in The Habit of Beauty, der im Laufe des Jahres 2016 bei verschiedenen Filmfestivals gezeigt wurde, unter anderem beim Braunschweig International Film Festival. Im Kriegsdrama 1917 von Sam Mendes aus dem Jahr 2019 spielte er Private Grey. In Alex Wheatle, einem Film aus der Small-Axe-Reihe, war Edusah im darauffolgenden Jahr in der Rolle von Valin zu sehen. Im Januar 2021 wurde der Science-Fiction-Film Outside the Wire von Mikael Håfström in das Programm von Netflix aufgenommen, in dem er in der Rolle von Adams zu sehen ist. In der Filmkomödie Pirates von Reggie Yates, die im November 2021 in die Kinos kam, erhielt er die Hauptrolle und spielt Cappo.

## Filmografie
- 2016: The Habit of Beauty
- 2018: Gone (After Lysistrata) (Kurzfilm)
- 2019: 1917
- 2020: Sitting in Limbo
- 2020: Alex Wheatle
- 2021: Outside the Wire
- 2021: Pirates